# The Spectacles

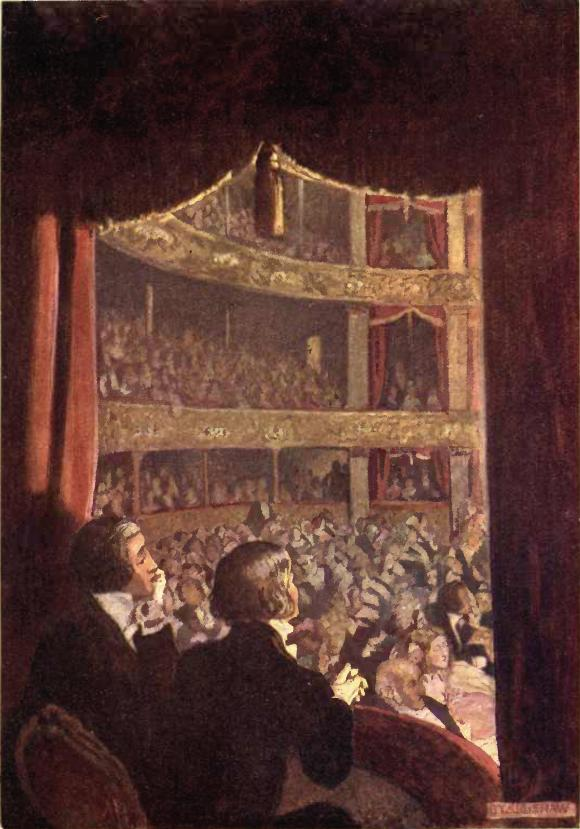
The Spectacles, Illustration von Byam Shaw für Selected Tales of Mystery, eine britische Ausgabe von 1909

The Spectacles (in der deutschen Übersetzung u. a. Die Brille oder Die Augengläser) ist eine komödiantische Kurzgeschichte des US-amerikanischen Schriftstellers Edgar Allan Poe aus dem Jahr 1844, bei der die Eitelkeit und der Widerwille des Protagonisten, eine Brille zu tragen, im Mittelpunkt stehen.

## Inhalt
Der Erzähler, ein sehr junger, gutaussehender Mann, stellt sich mit dem Namen „Napoleon Bonaparte Simpson“ vor. Diesen Familiennamen hat er erst vor einem Jahr angenommen, sein ursprünglicher Name war Froissart. Seine aus Frankreich stammenden Vorfahren haben alle im jungen Alter geheiratet und teilen die Gemeinsamkeit, dass ihre angeheirateten Frauen ähnlich klingende Namen (Croissart, Moissart und Voissart) besaßen.
Als der Erzähler sein äußeres Erscheinungsbild beschreibt, erwähnt er auch seine Sehschwäche. Da jedoch das Tragen einer Sehhilfe sein gutes Aussehen schmälern würde, entscheidet er sich gegen das Tragen ebendieser.
Die eigentliche Geschichte beginnt mit dem Besuch eines amerikanischen Theaters an einem Winterabend zusammen mit seinem Freund Talbot. Während Talbot das Schauspiel auf der Bühne von der Loge aus beobachtet, widmet Simpson seine Aufmerksamkeit einer schönen Frau einer angrenzenden Loge. Er ist so sehr von ihrem Aussehen fasziniert, dass er von „Liebe auf den ersten Blick“ spricht und nicht aufhören kann, sie anzustarren. Daraufhin fragt er seinen Freund, ob es möglich wäre, die beiden miteinander bekannt zu machen. Talbot, entsetzt darüber, dass sein Freund die schöne, wohlhabende Witwe Madame Eugenie Lalande nicht kennt, vereinbart ein Treffen am nächsten Tag. Simpson richtet seinen Blick wieder auf die hübsche Dame und bemerkt, dass diese ihn ebenso mit einer Lorgnette zu beobachten scheint. Kurz vor Ende der Vorstellung schenkt sie ihm ein Lächeln, was den Erzähler in einen noch extremeren Zustand der Verliebtheit versetzt. Er macht es sich zum Ziel, sie noch vor Verlassen des Theaters zu treffen, was ihm allerdings misslingt. In der Nacht schweifen seine Gedanken immer wieder zu Madame Lalande und er sehnt sich den Mittag des nächsten Tages herbei, an dem die beiden sich wiedersehen werden.
Am nächsten Tag sucht er das Hotel auf, in dem sein Freund Talbot zu verweilen scheint und welches er als Ort des Treffens gewählt hat. Talbots Diener teilt ihm jedoch mit, dass dieser für eine Woche nicht in der Stadt sein wird, was in Simpson Wut auslöst. Daraufhin geht er durch die Straßen und fragt Bekannte nach Informationen über Madame Lalande. Während eines dieser Gespräche fährt sie in einer Kutsche an ihm vorbei, die beiden sehen sich und sie schenkt ihm ein Lächeln.
Einige Tage später treffen sie sich in jenem Theater wieder, in welchem sie die ersten Blicke ausgetauscht haben. Er folgt ihr zu ihrer Wohnung und merkt sich ihre Adresse, um ihr daraufhin in einem Brief seine Gefühle mitzuteilen. Eugenie erwidert seinen Brief.
Als weder Talbot noch sein Diener Stubbs von Talbots Landsitz zurückkehren, beschließt Simpson die Madame vor ihrem Haus abzufangen und mit ihr ins Gespräch zu kommen. Dieser Plan gelingt ihm und während des Gesprächs macht er ihr einen Heiratsantrag. Aufgrund des Altersunterschiedes; Madame Lalande scheint einige Jahre älter zu sein; gibt sie ihm zu Verstehen, dass er seine Entscheidung zunächst überdenken soll, bevor sie sich das nächste Mal bei ihr bei einer musikalischen Veranstaltung wiedersehen.
Am Tag der musikalischen Veranstaltung führen die beiden ein intensiveres Gespräch, bei dem der Erzähler auch ihr gegenüber seine Schwächen, insbesondere seine Sehschwäche erwähnt. Diese ist Eugenie Lalande zuvor nicht aufgefallen. Sie nimmt Napoleons Heirat jedoch nur unter der Bedingung an, dass er am Tag ihrer Hochzeit eine Brille trägt. Er willigt ein und widmet sich daraufhin den Hochzeitsvorbereitungen.
Nach der Hochzeit sind Eugenie und Napoleon in einer Kutsche außerhalb der Stadt unterwegs. Während er die Brille aufsetzt muss er feststellen, dass seine mit Sehschwäche behafteten Augen im Aussehen der Madame getäuscht haben. Er ist entsetzt von dem, was er sieht, denn Madame Eugenie Lalande ist bereits 82 Jahre alt und stellt sich als verwitwete Madame Moissart heraus, seine Ur-Urgroßmutter.
Doch wie sich gegen Ende der Erzählung herausstellt, war die „Hochzeit“ nur ein Streich, den Eugenie mithilfe von Talbot und dessen Diener ausführte. Die verwitwete Madame Moissart war nach Amerika gekommen mit dem eigentlichen Plan, ihren Verwandten Napoleon Bonaparte Froissart kennenzulernen und ihn als ihren einzigen Erben einzusetzen. Als sie ihn das erste Mal im Theater trifft, merkt sie anhand der Ähnlichkeit, dass es sich um ihren Verwandten handeln muss. Die Blicke, die er ihr im Theater zugeworfen hat, schrieb sie ursprünglich ihrer jüngeren Begleiterin Stephanie, einer Verwandten ihres zweiten Gatten, zu. Diese heiratet Simpson am Ende und schwört sich, von nun an immer eine Brille zu tragen.

## Deutung und behandelte Themen
In dieser Erzählung greift Poe die Bezeichnung „Liebe auf den ersten Blick“ auf, was in Kontrast zu dem Protagonisten steht, da dieser durch seine Sehschwäche eine entfremdete Version dieses Blicks zu sehen bekommt.
Neben der Eitelkeit, eine Sehhilfe zu tragen, war auch die Eitelkeit der Grund für die Namensänderung von „Froissart“ zu „Simpson“. Diese beiden Aspekte brachten Eugenie Lalande dazu, Napoleon Bonaparte Simpon eine Lektion zu erteilen.
Eine weitere Auffälligkeit ist der Name des Protagonisten. „Napoleon Bonaparte“ stellt einen direkten Bezug zu dem französischen General her.
Durch die umfassende Beschreibung der Gesangskünste bei der musikalischen Veranstaltung bringt Edgar Allan Poe sein Wissen im Bereich der Oper zum Ausdruck.

## Deutsche Übersetzungen (Auswahl)
- 1861: unbekannter Übersetzer: Die Brille, oder Liebe auf den ersten Blick. Scheible, Stuttgart
- 1896: unbekannter Übersetzer: Die Brille, oder Liebe auf den ersten Blick. Hendel, Halle a. S.
- 1901: Hedda Moeller und Hedwig Lachmann: Die Liebe auf den ersten Blick. J.C.C. Bruns, Minden.
- ca. 1918: Bernhard Bernson: Die Brille. Josef Singer Verlag, Straßburg.
- ca. 1920: Carl W. Neumann: Die Brille. Reclam, Leipzig.
- 1920: Gisela Etzel: Die Brille. Propyläen, München.
- 1922: Hans Kauders: Die Augengläser. Rösl & Cie., München.
- ca. 1925: Bernhard Bernson: Die Brille. Josef Singer Verlag, Straßburg.
- 1953: Günther Steinig: die Brille. Dieterich, Leipzig.
- 1953: Richard Mummendey:  Die Augengläser. Hundt, Hattingen.
- 1960: Helmut und Christel Wiemken: Die Brille. Schünemann, Bremen.
- 1966: Hans Wollschläger: Die Brille. Walter Verlag, Freiburg i. Br.
- 1989: Heide Steiner: Die Brille. Insel-Verlag, Leipzig.